# Golf des îles Vestmann
Le golf des îles Vestmann, en islandais golfklúbbur Vestmannaeyja, est un club de golf islandais situé à Heimaey, dans les îles Vestmann.